# Iempsale
Iempsale è la resa italiana del nome Hiempsal (-ălis) citato dagli storici latini (in greco ῾Ιεμψάλας o ῾Ιάμψας) cui corrisponde Iemsal nelle iscrizioni antiche del Nordafrica. Fu nome di due sovrani della Numidia:
- Iempsale I: figlio secondogenito di Micipsa, morto il padre 118 a.C. fu re insieme col fratello Aderbale e con Giugurta, che lo assassinò nel 116;
- Iempsale II: figlio di Gauda e forse parente del precedente, fu re dall'88 ma venne cacciato dai sudditi e restituito al trono da Pompeo; nel 50 a.C. era già deceduto.

Il nome di persona deve essere considerato teoforico, in quanto coincide con quello di una divinità Iemsal cui è dedicata un'iscrizione latina ritrovata a Tubusuptu (C.I.L. VIII, 8834).
Molti secoli dopo, il nome è ancora attestato, in pieno periodo islamico, come Yamsal, nome del bisnonno di Ibn Tumart, fondatore della dinastia degli Almohadi (XII secolo).